# Skåne Akvavit

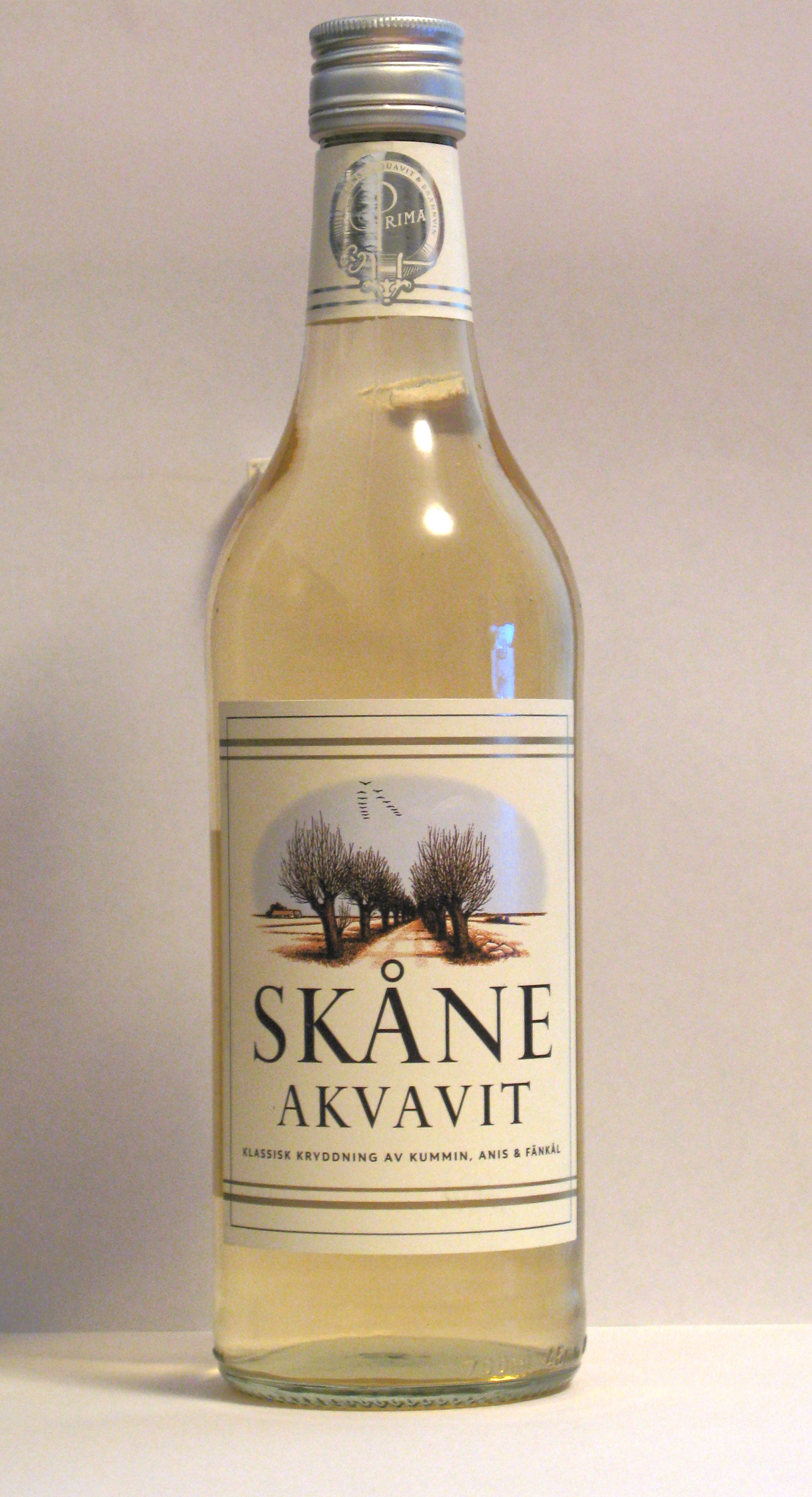
Skåne Akvavit, 2015.

Skåne Akvavit är en akvavit som ofta används som snaps. Den lanserades 1931 som en mindre kryddad version av OP Anderson Aquavit. Skåne Akvavit är kryddad med kummin, anis och fänkål.
Vin & Sprit såldes till Pernod för att minska det svenska monopolet. Skåne Akvavit såldes vidare till Altia 2010 som ägs av den finska staten. Sedan 2021 ägs och distribueras Skåne Akvavit av  Galatea AB i Sverige. 